# Sonate K. 339
La sonate K. 339 (F.287/L.251) en ut majeur est une œuvre pour clavier du compositeur italien Domenico Scarlatti.

## Présentation
La sonate K. 339, en ut majeur, est notée Allegro.

## Manuscrits
Le manuscrit principal est le numéro 14 du volume VII de Venise (1754), copié pour Maria Barbara ; les autres sont Parme IX 12 et Münster II 8.

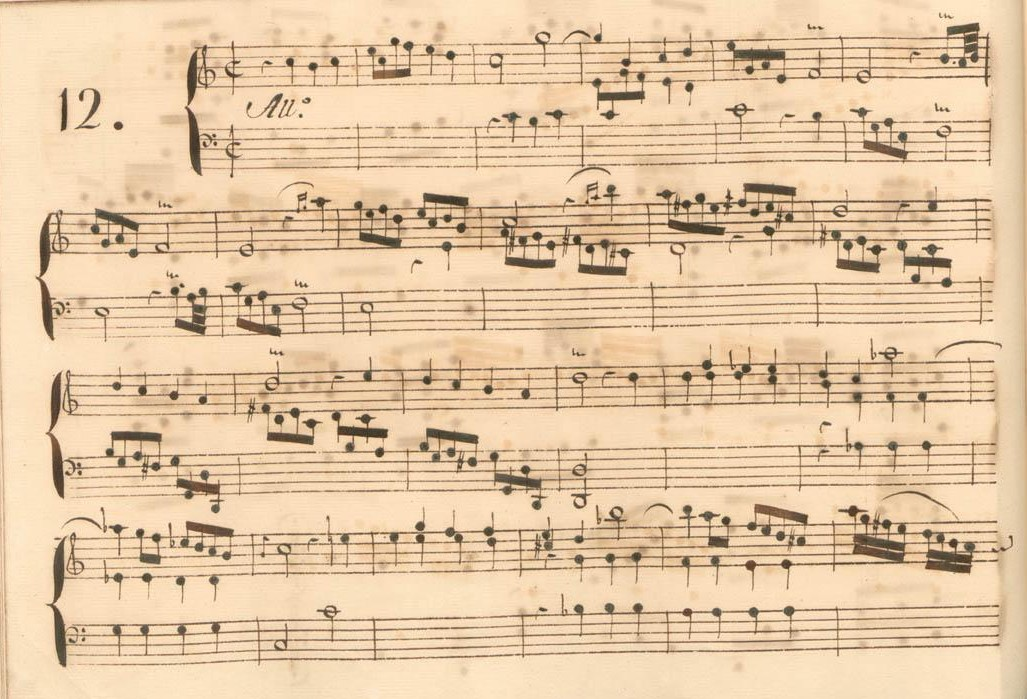
Parme IX 12.
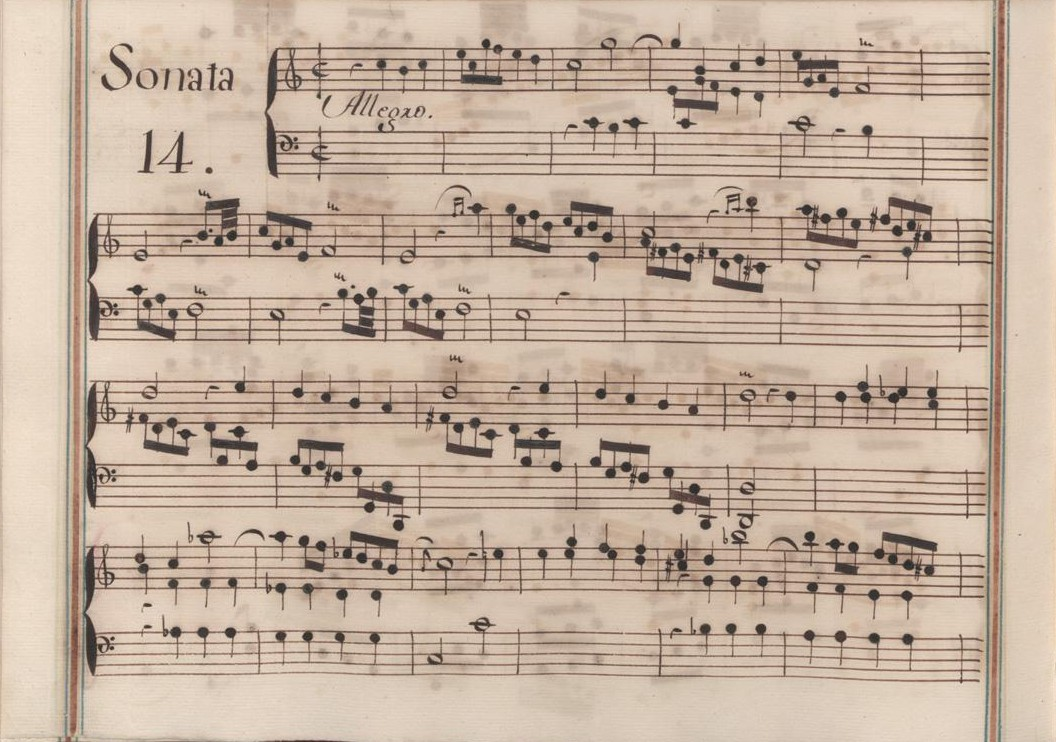
Venise VII 14.
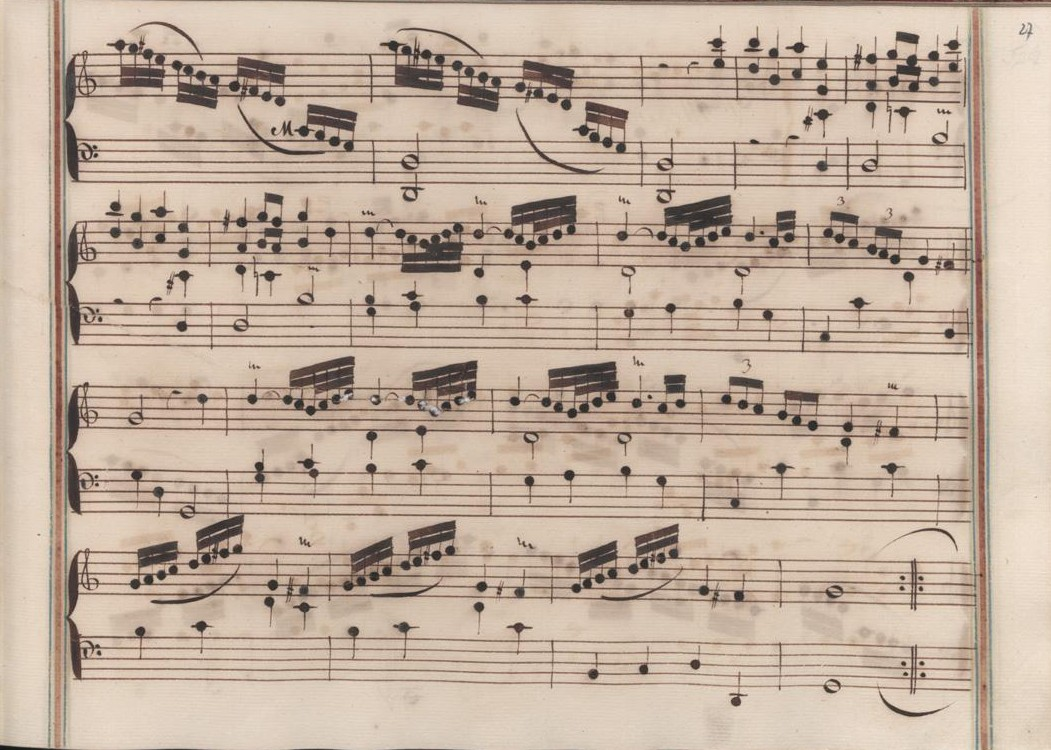
Venise VII 14 (fin de la première section).
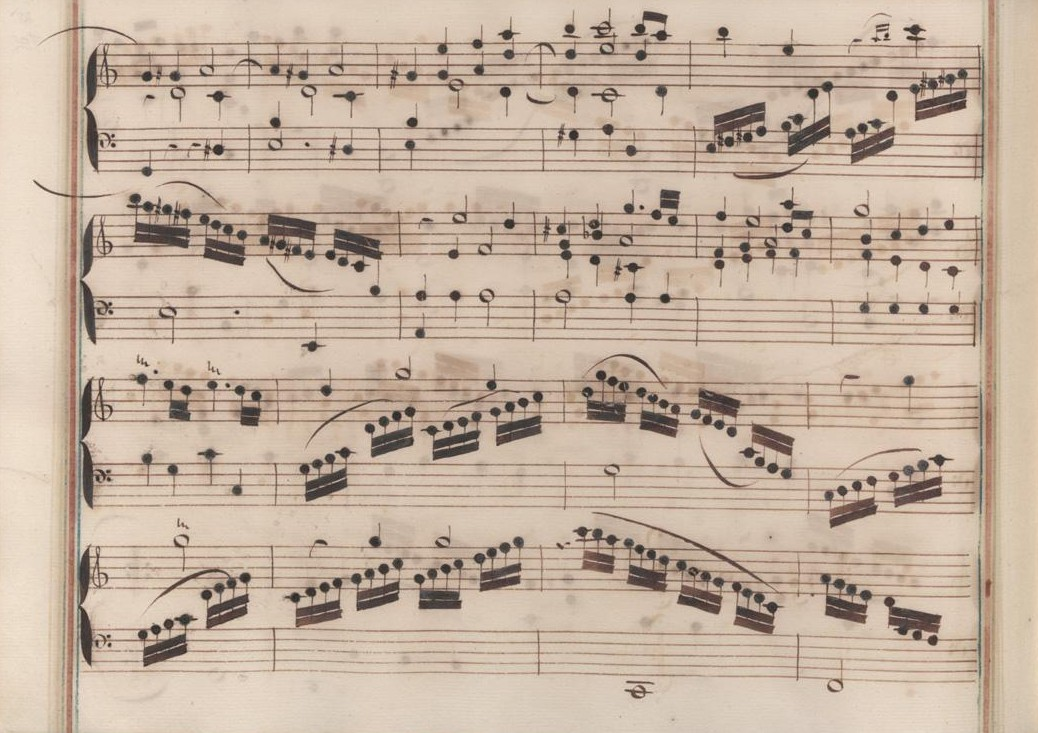
Venise VII 14 (début de la seconde section).

## Interprètes
La sonate K. 339 est défendue au piano notamment par Carlo Grante (2013, Music & Arts, vol. 4) ; au clavecin par Scott Ross (1985, Erato), Richard Lester (2003, Nimbus, vol. 3) et Pieter-Jan Belder (Brilliant Classics, vol. 8).

## Sources
: document utilisé comme source pour la rédaction de cet article.
- Ralph Kirkpatrick (trad. de l'anglais par Dennis Collins), Domenico Scarlatti, Paris, Lattès, coll. « Musique et Musiciens », 1982 (1re éd. 1953 (en)), 493 p. (ISBN 978-2-7096-0118-4, OCLC 954954205, BNF 34689181).
- Alain de Chambure, « Domenico Scarlatti : Intégrale des sonates — Scott Ross », Erato (2564-62092-2), 1985 (OCLC 891183737) .